# Province d'Ocros
La province d'Ocros (en espagnol : Provincia de Ocros) est l'une des vingt provinces de la région d'Ancash, au Pérou. Son chef-lieu est la ville d'Ocros.

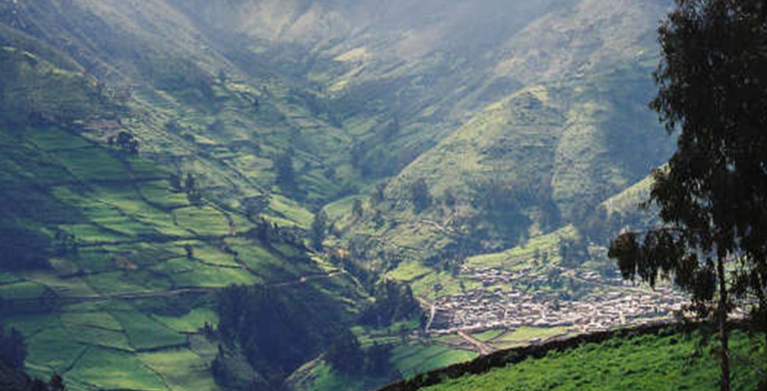
Ocros

## Géographie
La province couvre une superficie de 1 945,07 km2. Elle est limitée au nord et à l'est par la province de Bolognesi et au sud par la région de Lima.

## Histoire
La province a été créée le 19 juin 1990.

## Population
La population de la province s'élevait à 9 196 habitants en 2007.

## Subdivisions
La province d'Ocros est divisée en dix districts :
- Acas
- Cajamarquilla
- Carhuapampa
- Cochas
- Congas
- Llipa
- Ocros
- San Cristóbal de Rajan
- San Pedro
- Santiago de Chilcas